# Norddorf (Erwitte)
Norddorf ist ein Ortsteil der Stadt Erwitte im Kreis Soest in Nordrhein-Westfalen. Bis 1974 war Norddorf eine Gemeinde im damaligen Kreis Lippstadt.

## Geographie
Norddorf ist ein landwirtschaftlich geprägter Weiler im Nordwesten der Stadt Erwitte und liegt auf einer flachen Kuppe inmitten ausgedehnter Ackerflächen.

## Geschichte
Die erste Erwähnung von Norddorf stammt aus dem Jahre 1200. Seit dem 19. Jahrhundert war Norddorf eine Landgemeinde im Amt Anröchte des Kreises Lippstadt. Am 1. Januar 1975 wurde Norddorf durch das Münster/Hamm-Gesetz in die Stadt Erwitte eingegliedert, die dem vergrößerten Kreis Soest zugeordnet wurde.

## Ortsvorsteher
Jürgen Werner (CDU)

## Einwohnerentwicklung

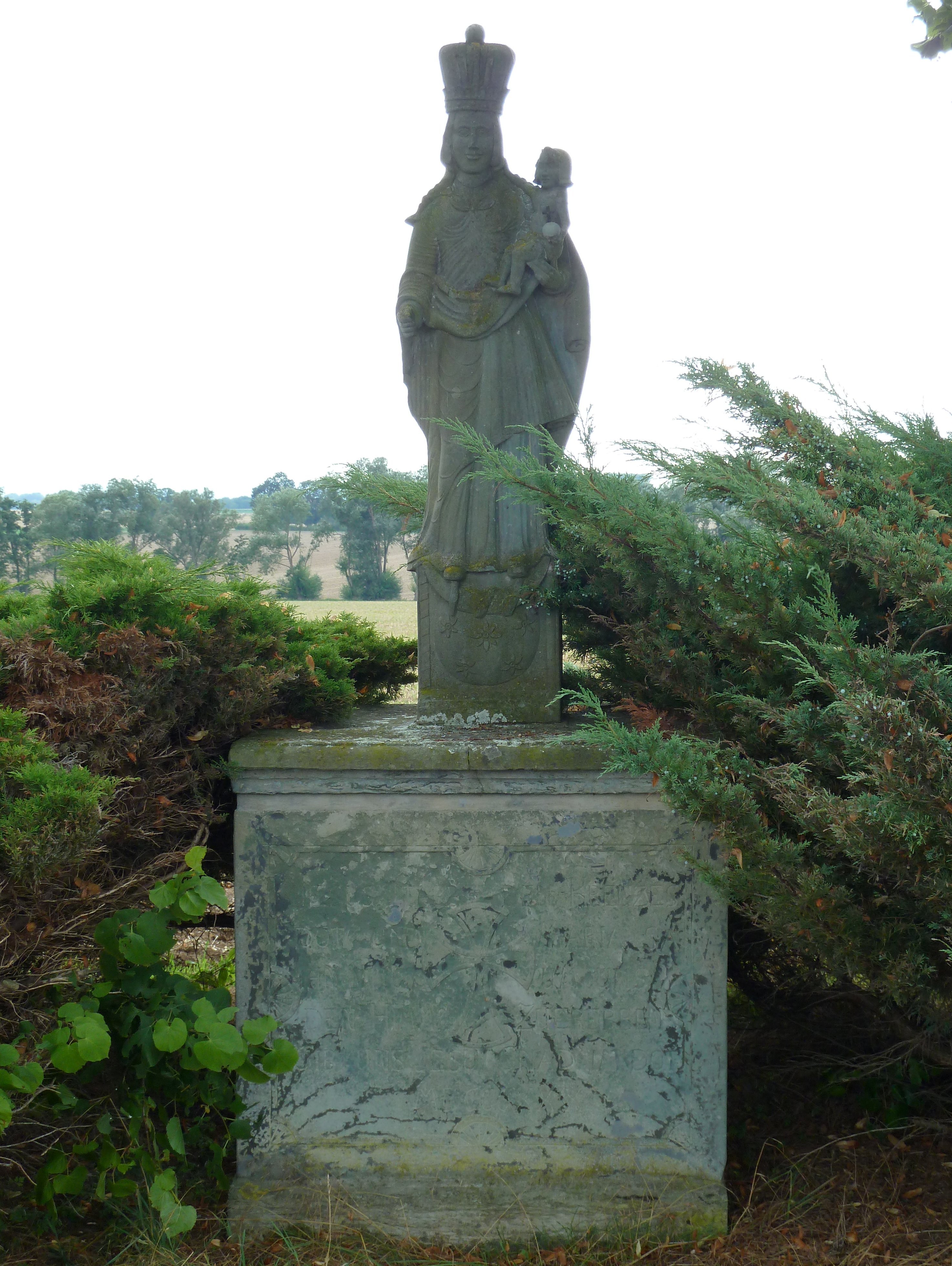
Die Norddorfer Marienstatue

| Jahr | Einwohner | Quelle |
| ---- | --------- | ------ |
| 1871 | 194       | [ 4 ]  |
| 1885 | 204       | [ 5 ]  |
| 1910 | 178       | [ 6 ]  |
| 1939 | 223       | [ 7 ]  |
| 2019 | 163       | [ 8 ]  |

## Baudenkmäler
Die Norddorfer Marienstatue steht unter Denkmalschutz.

## Kultur
Ein Träger des lokalen Brauchtums ist der Schützenverein Böckum-Norddorf.